# 亨登 (英國國會選區)

選區在大倫敦的位置

亨登（英語：Hendon），英國國會一自治市選區，包括大倫敦北部巴尼特區西南部的七個地方選區。
始設於1919年，1945年撤銷。1997年恢復。自1997年起任當區議員、工黨的狄士謨在2010年大選中被保守黨的馬修·奧福德以106票之差擊敗。